# Asielzoekerscentrum
Een asielzoekerscentrum, afgekort azc (ook wel opvangcentrum of asielcentrum genoemd), is een opvangcentrum voor asielzoekers die tijdelijk in een land verblijven tot over hun asielaanvraag is beslist. 

## Nederland
Iedereen die asiel wil aanvragen in Nederland dient zich direct na aankomst in Nederland persoonlijk te melden bij de Immigratie- en Naturalisatiedienst (IND) in Ter Apel. Asielzoekers die met het vliegtuig op Schiphol aankomen kunnen zich daar op de luchthaven melden.

### Kinderen in Nederlandse asielzoekerscentra
Behalve volwassenen bevinden zich zo'n zes tot achtduizend kinderen in asielzoekerscentra in Nederland. Zij zijn leerplichtig volgens de Nederlandse wet.
Uit onderzoek van UNICEF, in samenwerking met het Centraal Orgaan opvang asielzoekers (COA) en Stichting Kinderpostzegels Nederland bleek in 2009 dat het verblijf in Nederlandse asielzoekerscentra slecht was voor de ontwikkeling van kinderen. Hoofdconclusie uit dit onderzoek was dat de situatie waarin deze kinderen opgroeiden, anno 2009 niet voldeed aan de eisen van het Verdrag inzake de rechten van het kind. Dit zou liggen aan de lange duur van de asielprocedure, het lange verblijf van kinderen in een asielzoekerscentrum, het vele verhuizen en de gebrekkige informatievoorziening. Het onderzoek deed 65 aanbevelingen voor verbetering van de situatie. Op basis van de uitkomsten van dit onderzoek riep Stichting Vluchtelingenwerk de toenmalig staatssecretaris Nebahat Albayrak op om iets aan de situatie van deze kinderen te doen. Voorafgaand aan dit onderzoek waren er overigens al signalen dat zaken voor kinderen in asielzoekerscentra niet in orde waren. Zo stelden internisten van het UMCG in 2006 al vast dat kinderen in Nederlandse asielzoekerscentra te vet aten en te weinig vitamines en mineralen binnenkregen. Onderzoek van de Rijksuniversiteit Groningen wees in 2008 uit dat kinderen in asielzoekerscentra vaak depressief zijn.
In 2011 stelde de ANWB een plan op om binnen twee jaar alle kinderen in een asielzoekerscentrum een fiets te geven. In 2013 werd het kinderfietsenplan daadwerkelijk uitgevoerd, en werden de kinderfietsen bij de centra afgeleverd. In 2013 lanceerde UNICEF in samenwerking met VluchtelingenWerk en Defense for Children de website Tell-me!, met als doel het informeren van kinderen in asielzoekerscentra over hun situatie, en over andere voor hen relevante zaken.

## België
Het begrip asielzoekerscentrum (afgekort azc) is ook in België in gebruik. Fedasil beheert de verschillende centra. Een overzicht van de gemeenten met opvangplaatsen.